# Карнакски камъни
Карнакските камъни (на френски: Alignements de Carnac) е названието на най-голямото в света струпване на мегалитни съоръжения около френския град Карнак в Бретан.
Комплексът мегалити включва алеи от менхири, долмени, кургани – над 3000 праисторически мегалита, изсечени от местни скали.
В Бретан съществува легендата според която вълшебникът Мерлин преобръща в стройни каменни редове римските легиони. Християнската версия на легендата е, че в камъни са преобърнати езичниците от папа Корнелий.
Тези камъни са от периода на неолита, вероятно 3300 г. пр.н.е., макар да е възможно някои да са от 4500 г. пр.н.е. В продължение на столетия не е обръщано особено внимание на тези мегалити, някои са били използвани за строителни материали или пещи или просто разчиствани.